# 日本駐清奈總領事館
日本驻金奈总领事馆，是日本政府在印度金奈设立的外交代表机构，其領事轄區为印度南部。

## 历史
日本驻金奈总领事馆成立于1966年。TPSC（印度）有限公司建造了领事馆大楼。

## 功能
日本驻金奈总领事馆领事范围覆盖印度南部的泰米尔纳德邦、安得拉邦和喀拉拉邦以及本地教会的领土，归属位于新德里的日本驻印度大使馆管辖。2008年4月，总领事馆在班加罗尔设立日本领事馆管理卡纳塔克邦。

## 公民服务
2001年，总领事馆向金奈的印度教团医院提供了76,024美元的赠款，用于购买现代医疗设备。

## 管辖范围
2007年，印度南部的日本企业数量为160家，日本国内企业数量为680家，2011年分别增至490家和1240家。在泰米尔纳德邦，日本公司的数量从65个增加到了240个。
钦奈的日本人口接近500人，拥有200多家日本公司。钦奈是在印度经营的日本公司的30％。在印度有约1,422家日本公司设有业务基地，其中286家在泰米尔纳德邦。金奈占基地总数的20.11％，占比最大。从2008年到2011年的三年间，在日本投资的日本企业从2008年的12家增加到70家。泰米尔纳德邦在2011年10月前已有245家公司，其中2008年有77家公司，除日本公司约有60个代表处。